# Saint-Georges (Cantal)
Saint-Georges (okzitanisch: Sant Georges) ist ein zentralfranzösischer Ort und eine Gemeinde mit 1.176 Einwohnern (Stand: 1. Januar 2022) im Département Cantal in der Region Auvergne-Rhône-Alpes. Die Gemeinde gehört zum Arrondissement Saint-Flour und zum Kanton Neuvéglise-sur-Truyère.

## Lage
Saint-Georges liegt etwa 55 Kilometer ostnordöstlich von Aurillac am Fluss Ander. Umgeben wird Saint-Georges von den Nachbargemeinden Coren und Mentières im Norden, Tiviers im Nordosten, Vabres im Osten, Ruynes-en-Margeride im Osten und Südosten, Anglards-de-Saint-Flour im Südosten und Süden, Alleuze im Süden und Südwesten sowie Saint-Flour im Westen.
Durch die Gemeinde führt die Autoroute A75. 

## Bevölkerungsentwicklung
| Jahr                       | 1962 | 1968 | 1975 | 1982 | 1990 | 1999 | 2006 | 2019 |
| Einwohner                  | 762  | 774  | 893  | 1036 | 1039 | 939  | 1128 | 1198 |
| Quellen: Cassini und INSEE |      |      |      |      |      |      |      |      |

## Sehenswürdigkeiten
- Dolmen von Mons, Monument historique seit 1980
- Tumuli von Chausse, Monument historique seit 2010
- Schloss Varilettes, seit 1982 Monument historique

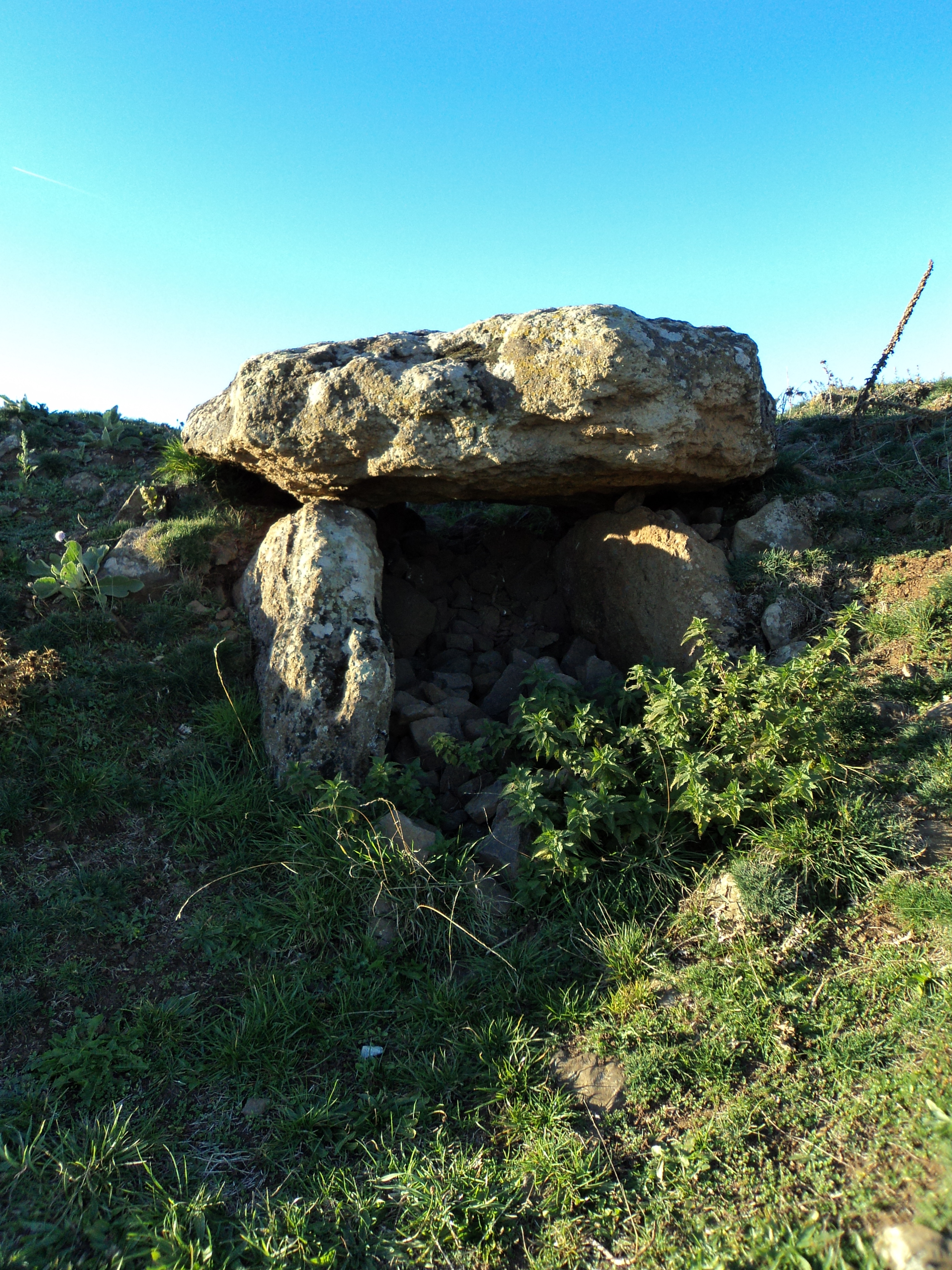
Dolmen von Mons
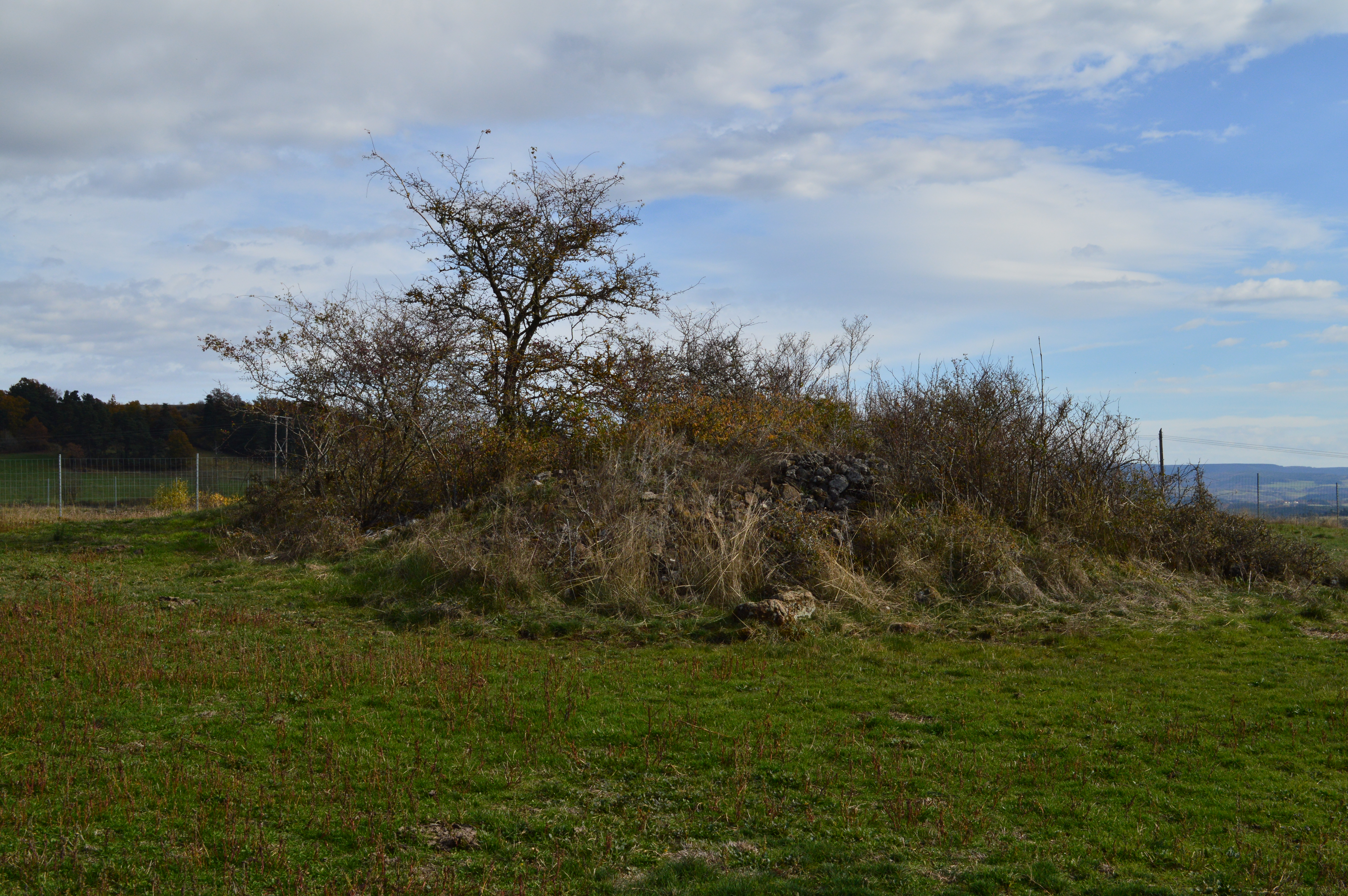
Tumuli von Chausse
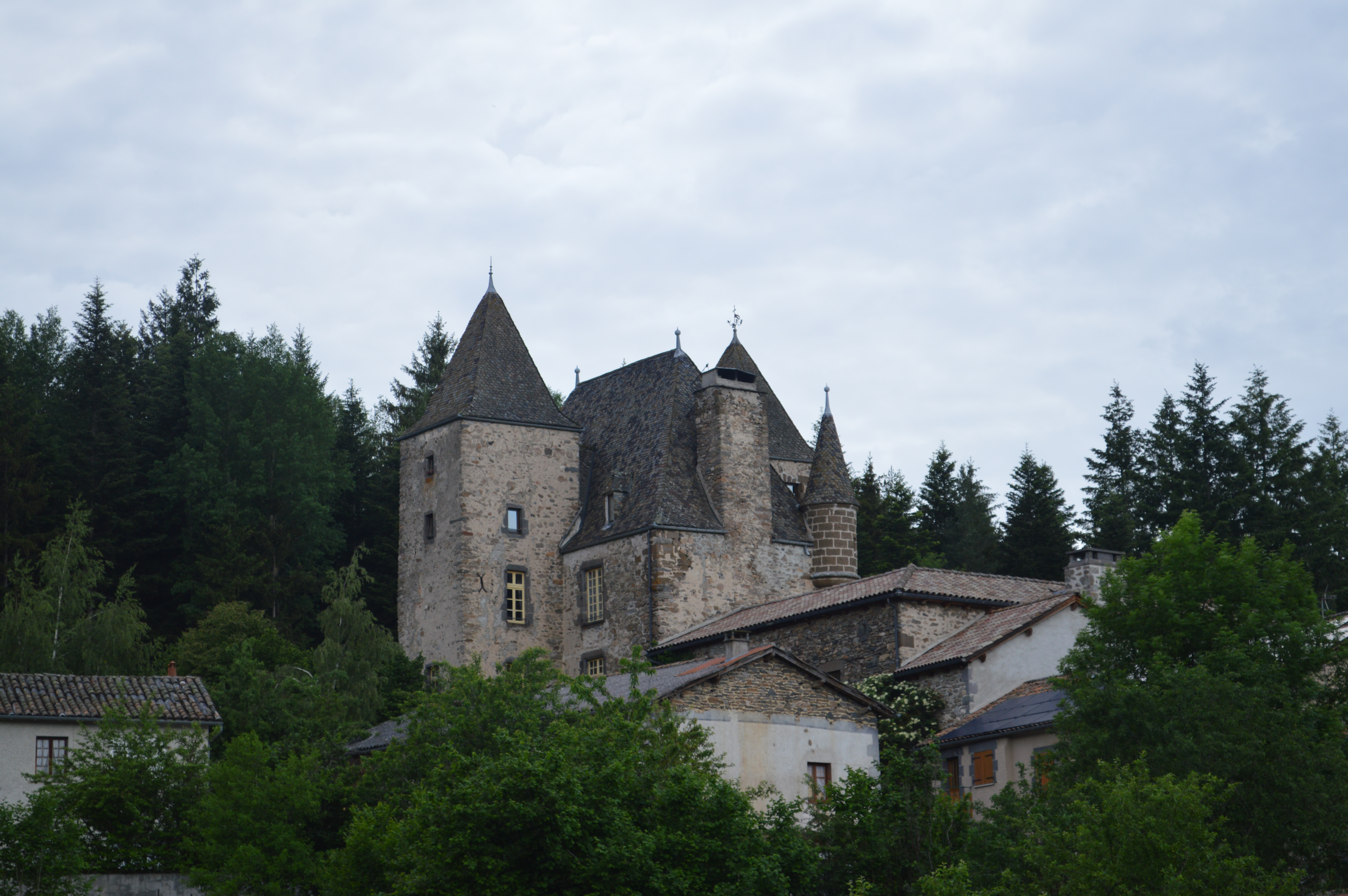
Schloss Varilettes
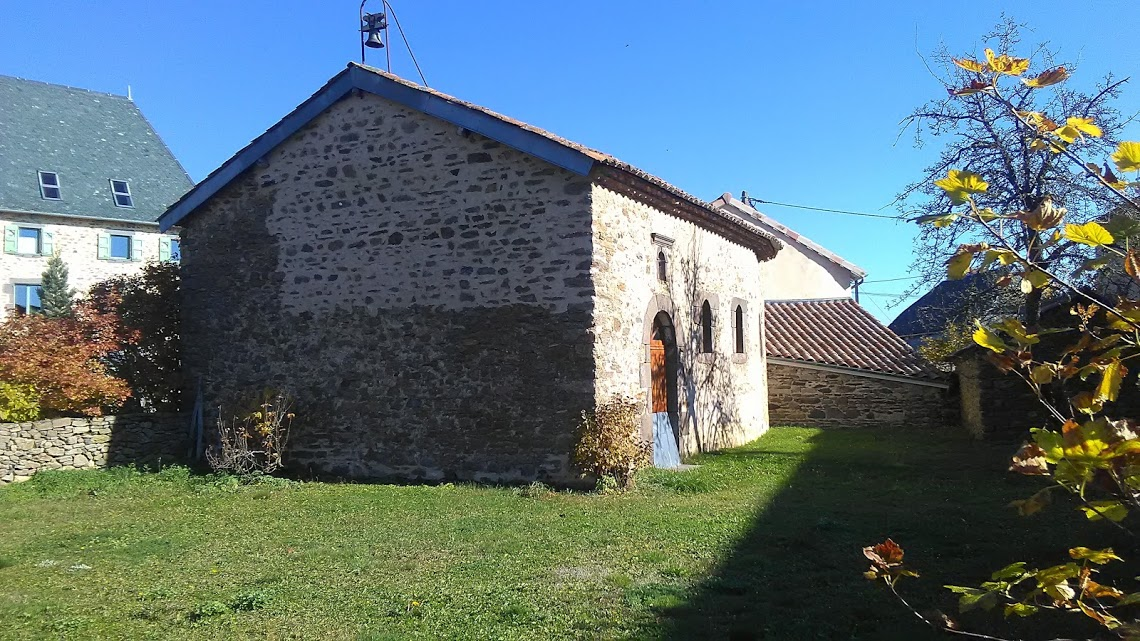
Kapelle Pirou